# 莫阿比特

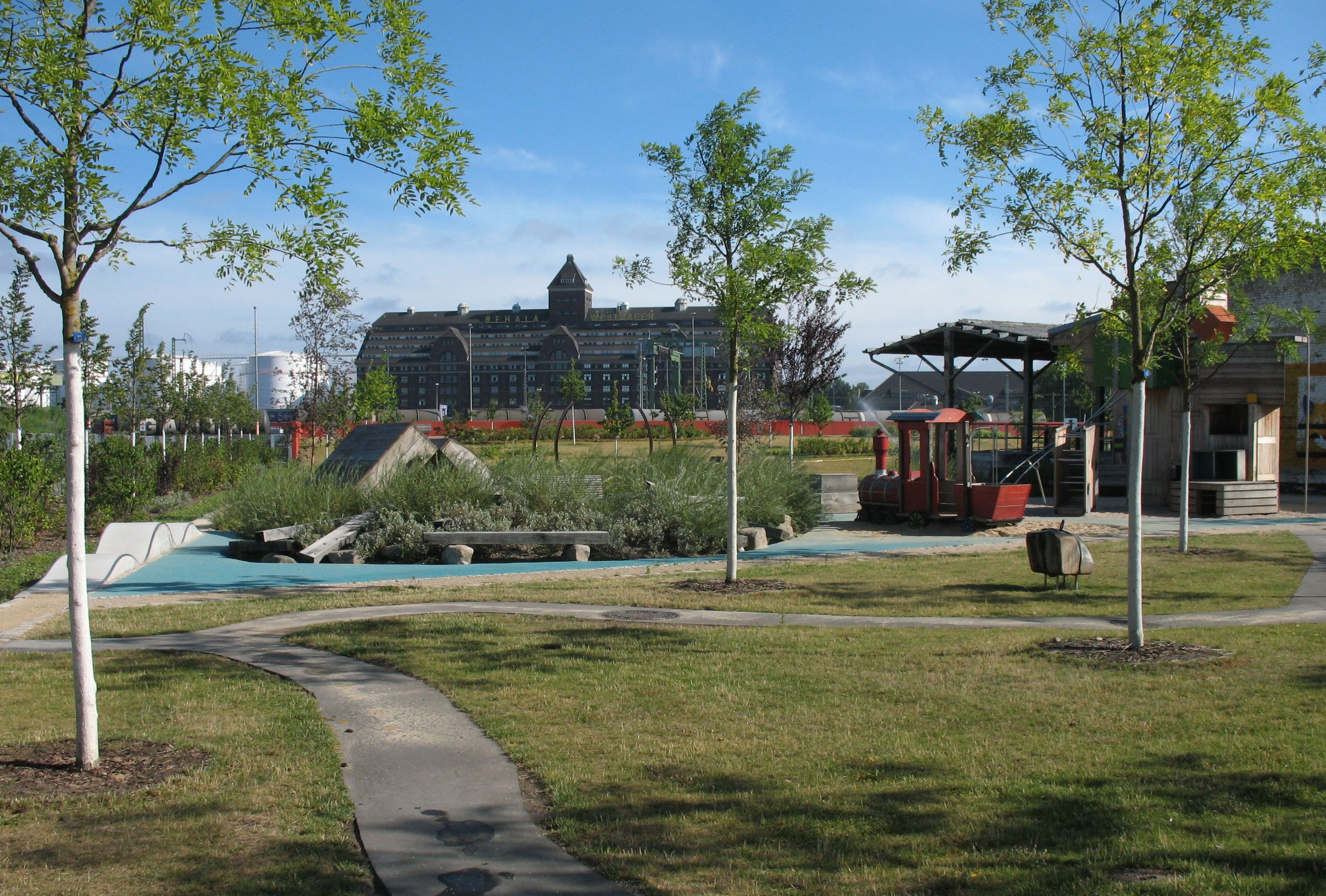

莫阿比特（德語：Moabit，德語：[moaˈbiːt] ⓘ）是德國柏林市中心米特區的一個下属區。莫阿比特也是德國中央刑事法庭的代名詞，該機構處理柏林所有的刑事案件。柏林墙倒塌之後，莫阿比特從西柏林的邊界區變為市中心，因此新建了不少建築物。

## 外部連結
- （德文） Moabit in the Berlin district encyclopedia （页面存档备份，存于）
- （德文） Moabit online （页面存档备份，存于）
- （德文） Moabiter Ratschlag （页面存档备份，存于）
- （德文） Online magazine of the quarter management for west Moabit （页面存档备份，存于）
- （德文） Kulturfabrik Moabit （页面存档备份，存于）
- Hamburger Bahnhof – Contemporary Art Museum